# Уэлшман, Гордон
Уильям Гордон Уэлшман (Уэлчман) (англ. William Gordon Welchman; 15 июня 1906, Бристоль, Англия — 8 октября 1985, Ньюберипорт, Массачусетс, США) — британский (позже американский) математик и криптоаналитик. Во время Второй мировой войны руководил отделом в Блетчли-парке.

## Ранние годы
Гордон Уэлшман родился 15 июня 1906 года в пригороде Бристоля в Англии. Отец Гордона, Уильям Уэлшман (англ. William Welchman), был миссионером, впоследствии он стал сельским священником, а затем архидиаконом в Бристоле. Мать Гордона, Элизабет, была дочерью преподобного Эдварда Мул Гриффита (англ. Edward Moule Griffit). Гордон был самым младшим в семье, в которой помимо него было еще два ребенка: сестра — Энид и брат — Эрик. Эрик погиб в 1914 году в Монсе в начале Первой Мировой войны.
В детские годы Гордон страдал заиканием, преодолеть данное нарушение речи ему помогло пение, что и определило его дальнейшую любовь к музыке. Также одним из его увлечений были танцы. В 1920 году Гордон был отправлен в Марлборо-колледж (Marlborough College). В колледже юноша обучался артиллерийскому делу. Карьера артиллерийского офицера могла заинтересовать Гордона, но его общение с учителем математики Аланом Робсоном (англ. Alan Robson) повело его по другому пути. После окончания Марлборо-колледжа в 1925 году, он поступил в Тринити-колледж и обучался в нем с 1925 по 1928 по математической специальности. После окончания Тринити-колледжа Уэлшман год преподавал математику в Челтенхемской школе (Cheltenham Boys' School). В 1929 году Гордон вернулся в Кембридж, где он получил должность научного сотрудника Сидней Сассекс колледжа (Sidney Sussex College). Позднее, в 1932 году Уэлшман был избран на должность декана. Гордон специализировался в области алгебраической геометрии. В 1934 году ему было поручено заняться написанием книги Введение в алгебраическую геометрию (англ. Introduction to Algebraic Geometry). 
Был известен во многих кругах. В 1932 году он принимал участие в экспедиции в Шпицберген (англ. Spitzbergen). Он был приятен внешне, в нем было хорошо развито чувство стиля. С ним было интересно общаться, так как он с легкостью говорил на широкий круг тем. Главными его интересами, помимо музыки, были мотоциклы и женщины.
В 1931 году Уэлшман познакомился с Бетти Хантли-Врайт (англ. Betty Huntly-Wright). Позднее, в 1936 году он встретил свою первую жену, Кэтрин Хаджсон (англ. Katharine Hodgson). 20 марта 1937 года Гордон Уэлшман и Кэтрин Хаджсон поженились. Гордон с семьей поселился на окраине Кембриджа. 11 января 1938 года на свет появился первый ребенок Гордона и Кэтрин, Джереми Николас (англ. Jeremy Nicholas).   
В процессе работы познакомился со своими будущими коллегами по Блетчи-Парку, такими как Джон Херивел, Аса Бриггс (англ. Asa Briggs), Пол Коэлс (англ. Paul Coales), Малькольм Чемберлейн (англ. Malcolm Chamberlain), Эдвард Дадли Смит (англ. Edward Dudley Smith), Джон Менисти (англ. John Manisty), Джим Пессент (англ. Jim Passant), Дэвид Рис (англ. David Rees), Говард Смит (англ. Howard Smith) и Лесли Йокселл (англ. Leslie Yoxall).

## Работа в Блетчли-парке
Перед самым началом войны руководитель британской криптографической службы «Правительственная школа кодирования и шифрования» (Government Code and Cypher School, GC&CS) Алистер Деннистон предложил Уэлшману работу в своей организации. Уэлшман получил должность начальника 6-го отдела (англ. Hut Six), отвечавшего за криптоанализ сообщений  вермахта и люфтваффе. Уэлшман был одним из первых четырёх приглашенных, наряду с профессором логики Аланом Тьюрингом и шахматистами Стюартом Милнером-Берри (англ. Stuart Milner-Barry) и Александером Конелом Хью О’Донел (англ. Conel Hugh O’Donel Alexander). В октябре 1941 года именно они подали прошение об увеличении бюджета Блетчли-парк Уинстону Черчиллю. Премьер-министр приказал своим подчиненным «действовать сегодня же», тем самым приказав предоставить криптоаналитикам всё, в чём они нуждались. Это позже стало крылатой фразой Черчилля.
В 1943 Уэлшман стал помощником начальника отдела машинной расшифровки и ответственным за связь с криптографами США.

### Криптоанализ «Энигмы»
История электрической роторной шифровальной машины «Энигма» начинается в 1917 году с патента, полученного голландцем Хьюго Кочем. В следующем году патент был перекуплен Артуром Шербиусом (англ.), начавшим коммерческую деятельность с продажи экземпляров машины как частным лицам, так и немецким армии и флоту. До середины 1920-х годов продажи шли плохо, в частности, из-за высокой цены.
В июне 1924 года британская криптографическая служба (Room 40) заинтересовалась устройством машины. С этой целью была закуплена партия машин у германской компании Chiffrier-maschinen AG, производившей «Энигму». Одним из условий сделки была регистрация патента в британском патентном бюро, благодаря чему криптографическая служба получила доступ к описанию криптографической схемы.
Начиная с 1925 года, когда германские военные начали массовые закупки шифровальной машины, и до конца Второй мировой войны было произведено около 200 тысяч машин. С 1926 года на использование машины переходит германский флот, с 1928 года — сухопутные войска. Они применялись также в службе безопасности и разведке.
Первое устройство для расшифровки кода Энигмы, — «криптологическая бомба», — было создано польскими математиками накануне Второй мировой войны. На основе этой разработки и при непосредственной поддержке её создателей в Англии был сконструирован более «продвинутый» агрегат.
Теоретическую часть работы выполнил Алан Тьюринг. Его работы по криптографическому анализу алгоритма, реализованного в шифровальной машине «Энигма», основывался на более раннем криптоанализе предыдущих версий этой машины, которые были выполнены в 1938 году польским криптоаналитиком Марианом Реевским. Принцип работы разработанного Тьюрингом дешифратора состоял в переборе возможных вариантов ключа шифра и попыток расшифровки текста, если была известна структура дешифруемого сообщения или часть открытого текста.
Вскоре немцы добавили в конструкцию Энигмы коммутирующее устройство, существенно расширив этим количество вариантов кода. Эту задачу решил Гордон Уэлшман, предложив конструкцию «диагональной доски».

### Метод диагональной доски
Серьезная трудность с прототипом «Bombe» состояла в том, что для того, чтобы проводить одновременное сканирование, необходимо, чтобы используемые меню содержали, по меньшей мере, три петли. Это весьма трудновыполнимое условие и лишь небольшая часть перехваченных сообщений соответствовали ему. Следовательно, область применения Bombe была бы весьма ограничена, если бы не был найден способ существенно улучшить её производительность.
Гордон Уэлшман заметил, что, исходя из свойства взаимности электрических контактов (если W соединяется с Q, то это значит, что Q также соединяется с W), можно получить принципиально новый способ поиска начального расположения контактов, не требующего присутствия петель в меню. Эта идея привела к появлению дополнительной схемы, известной как метод диагональной доски, включенной во вторую версию прототипа. С этим улучшением машина могла использовать меню только с одной петлей или, в некоторых частных случаях, вовсе без петель.

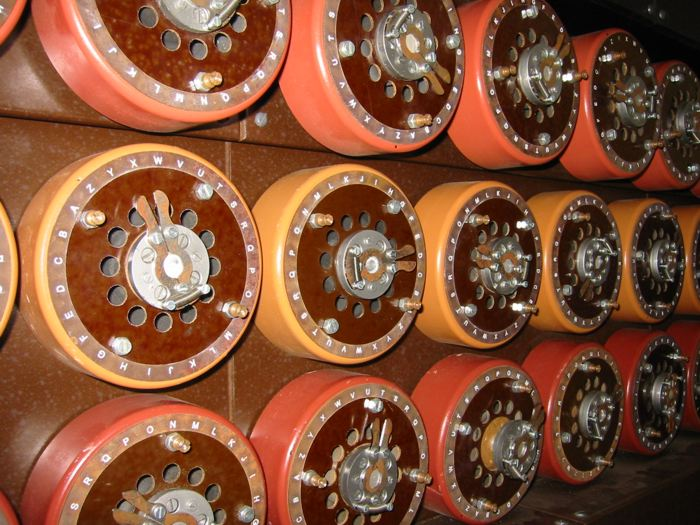
Барабаны Bombe с буквенными кольцами. Обратите внимание, что последовательность букв на кольцах против часовой стрелки.

Согласно Джоану Мюррею, одаренному молодому математику, работавшему над Bombe, первоначальная цель Уэлшман была упростить использование машины в случае с меню с двумя или более несвязанными сетями, которые изредка имели место. В это же время Тьюринг срочно ищет способ осуществить одновременное сканирование, не полагаясь на присутствие нескольких петель в меню, и вскоре он понимает, что диагональная доска сделает его возможным.
Диагональная доска стала очень важным открытием. Когда она была введена в эксплуатацию в версии Bombe Mk II, стало возможным не только использовать гораздо больше доступных меню, чем раньше, но и значительно уменьшить число случайных остановок.
Диагональная доска состоит из квадратной решетки 26 х 26 электрических контактов, в которой 26 строк используются для представления любой из букв А- Z и 26 столбцов используются для представления 26 возможных вариантов букв, с которыми они соединены. Пары контактов постоянно соединены согласно свойству взаимности: контакт в строке F колонке J подключен к контакту строки J колонки F. Название диагональная доска проистекает, скорее всего, из получившейся формы проводки.
Эффект от подключения диагональной доски к Bombe состоит в том, что происходит увеличение обратной связи в симметричных шифраторах, и поэтому требуется меньше пар открытый-шифрованный текст для дешифровки. Это позволяет использовать более короткие схемы для дешифровки, которые с меньшей вероятностью включают полный оборот среднего ротора Энигмы в процессе шифрования. Ускорение, полученное при этом, было особенно важно, потому что ключи иногда менялись несколько раз в день.

## В США
В 1948 году переехал в США. Вел первый компьютерный курс в МТИ. В 1962 году получил гражданство. В том же году поступил на работу в Mitre Corporation, где работал над системами связи для армии США. Вышел на пенсию в 1971 году; остался на должности консультанта. В июне 1982 года вышла в свет книга Уэлшмана The Hut Six Story, содержавшая подробности работы отдела №6 Блэтчли-парка во время войны. Книга вызвала неодобрение со стороны АНБ и Уэлшман потерял допуск к секретным сведениям (а значит и должность консультанта MITRE). Также ему было запрещено публично обсуждать книгу или работу в Блэтчли-парке. Книга, однако, не была запрещена. Так как американское правительство было против судебного преследования Уэлшмана, британское правительство не могло на законных основаниях запретить публикацию. Интересна реакция премьер-министра Маргарет Тэтчер: небольшая записка, в которой написано: «А кто издатели?». Заключения и поправки к криптоанализу времен войны были добавлены в издательстве 1986 года From Polish Bomba to British Bombe: the birth of Ultra в Intelligence & National Security, Vol 1, No l. Переиздание The Hut Six Story, включившее эти поправки, случилось в 1997 году.

## Семья
Был трижды женат. Имел пять детей (двое усыновленных) и восемь внуков.

## Книги о Гордоне Уэлшмане
28 февраля 2014 года издательством Frontline Books была выпущена книга Джоэла Гринберга (англ. Joel Greenberg) Gordon Welchman: Bletchley Park’s Architect of Ultra Intelligence. Автор книги провел много времени, беседуя с детьми Уэлшмана — Ником, Сьюзен и Розамондой. По словам Джоэла Гринберга, большая часть книги основана на личной корреспонденции Уэлшмана, которую его семья бережно хранила с 1985 года.